# Julius Braathe
Julius Olaissen Braathe (Trøgstad, 4 mei 1874 - Kolbotnvannet, 8 juli 1914) was een Noors schutter.

## Carrière
Braathe won op de Olympische Zomerspelen twee medailles. In 1908 werd Liberg met Noorse team olympisch kampioen op het onderdeel vrij geweer 300m 3 posities team. Tijdens de Tussenliggende Spelen van 1906 won Braathe de zilveren medaille op het onderdeel vrij geweer 300m 3 posities team.

### Olympische Zomerspelen
| Jaar | Plaats    | Resultaten |
| ---- | --------- | --- |
| 1906 | Athene    | vrij geweer 300m 3 posities team · 6e vrij geweer 300m 3 posities · 26e vrij geweer gras model 200m geknield of staand · 6e militair geweer 300m geknield of staand |
| 1908 | Londen    | vrij geweer 300m 3 posities team · 6e vrij geweer 300m 3 posities                                                                                                   |
| 1912 | Stockholm | 29e vrij geweer 300m 3 posities 15e militair geweer 300m 3 posities                                                                                                 |